# Payam Niazmand
Seyed Payam Niazmand Ghader (persisch سید پیام نیازمند; * 6. April 1995 in Teheran) ist ein iranischer Fußballtorhüter.

## Karriere

### Klub
In seiner Jugend spielte er für Paykan Teheran und durchlief hier unter anderem die U19- sowie U20-Jugendmannschaften, bis er es dann schließlich zur Saison 2018/19 in den Kader der ersten Mannschaft schaffte. Hier durfte er erstmals in einer Partie der Azadegan League am 25. Spieltag bei einem 3:1-Sieg über Parseh Teheran das Tor hüten. Im Anschluss an diese Saison gelang ihm dann mit seiner Mannschaft auch der Aufstieg in die Persian Gulf Pro League. Hier kam er in der Folgesaison dann aber nur ein einziges Mal in einem Spiel zum Einsatz und gehörte daneben auch über weite Strecken nicht dem Spieltags Kader an. Dies änderte sich schließlich zur Spielzeit 2017/18 wo er nun kurz nach Saisonstart fast ununterbrochen eingesetzt wurde.
So wechselte er nach dem Ende dieser Runde dann auch zum Sepahan FC, wo er nun ebenfalls die Rolle des Stammtorhüters bekleidete. Zur Spielzeit 2021/22 wechselte er danach ablösefrei nach Portugal, wo er nun im Kader des Portimonense SC stand. Nebst ein paar Spielen im Pokal bekam er hier aber nur zu Saisonende zwei Spiele zwischen den Pfosten im portugiesischen Oberhaus. Sein erster Einsatz war dabei ausgerechnet eine 0:7-Niederlage gegen den FC Porto sowie zwei Spieltage später eine 0:1-Niederlage gegen den FC Arouca. So ist er auch gerade bis zum Ende der Spielzeit 2022/23 an seinen vorherigen Klub Sepahan wieder ausgeliehen.

### Nationalmannschaft
Mit der U20-Nationalmannschaft des Iran, nahm er unter anderem an der U19-Asienmeisterschaft 2014 in Myanmar teil.
Sein erster bekannter Einsatz für die iranische A-Nationalmannschaft war ein 2:1-Freundschaftsspielsieg über Usbekistan am 8. Oktober 2020, hier stand er auch über die volle Spielzeit zwischen den Pfosten. Ansonsten kam er danach zu keinem weiteren Einsatz mehr.
Im November 2020 wurde er als vierter Torhüter für den Kader des Irans bei der Weltmeisterschaft 2022 nominiert.